# Tariku Jufar

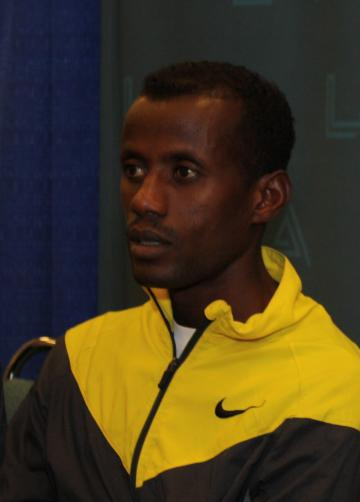
Tariku Jufar 2009 in Los Angeles

Tariku Jufar (* 18. Juli 1984) ist ein äthiopischer Marathonläufer.
2003 wurde er beim Halbmarathonbewerb des Paderborner Osterlaufs Dritter und äthiopischer Vizemeister im Halbmarathon. Bei den Halbmarathon-Weltmeisterschaften in Vilamoura kam er auf den 17. Platz.
2006 wurde er Zweiter beim Nizza-Halbmarathon. Im Jahr darauf wurde er jeweils Dritter beim Mumbai-Marathon und beim Istanbul-Marathon. Bei den Straßenlauf-Weltmeisterschaften in Udine belegte er den 18. Platz und gewann mit der äthiopischen Mannschaft Bronze. 2008 folgte einem zweiten Platz in Mumbai ein dritter beim Hamburg-Marathon. Beim Los-Angeles-Marathon wurde er 2009 Zweiter und 2010 Siebter, beim Florenz-Marathon 2010 Fünfter.
2011 wurde er Vierter in Mumbai, Zweiter in Istanbul und stellte beim Beirut-Marathon einen Streckenrekord auf. Ein weiterer Streckenrekord gelang ihm beim Houston-Marathon 2012. Drei Monate später wurde er Zehnter beim Paris-Marathon.

## Persönliche Bestzeiten
- Halbmarathon: 1:01:28 h, 14. Oktober 2007, Udine
- Marathon: 2:06:51 h, 15. Januar 2012, Houston